# Домінік Тіппер

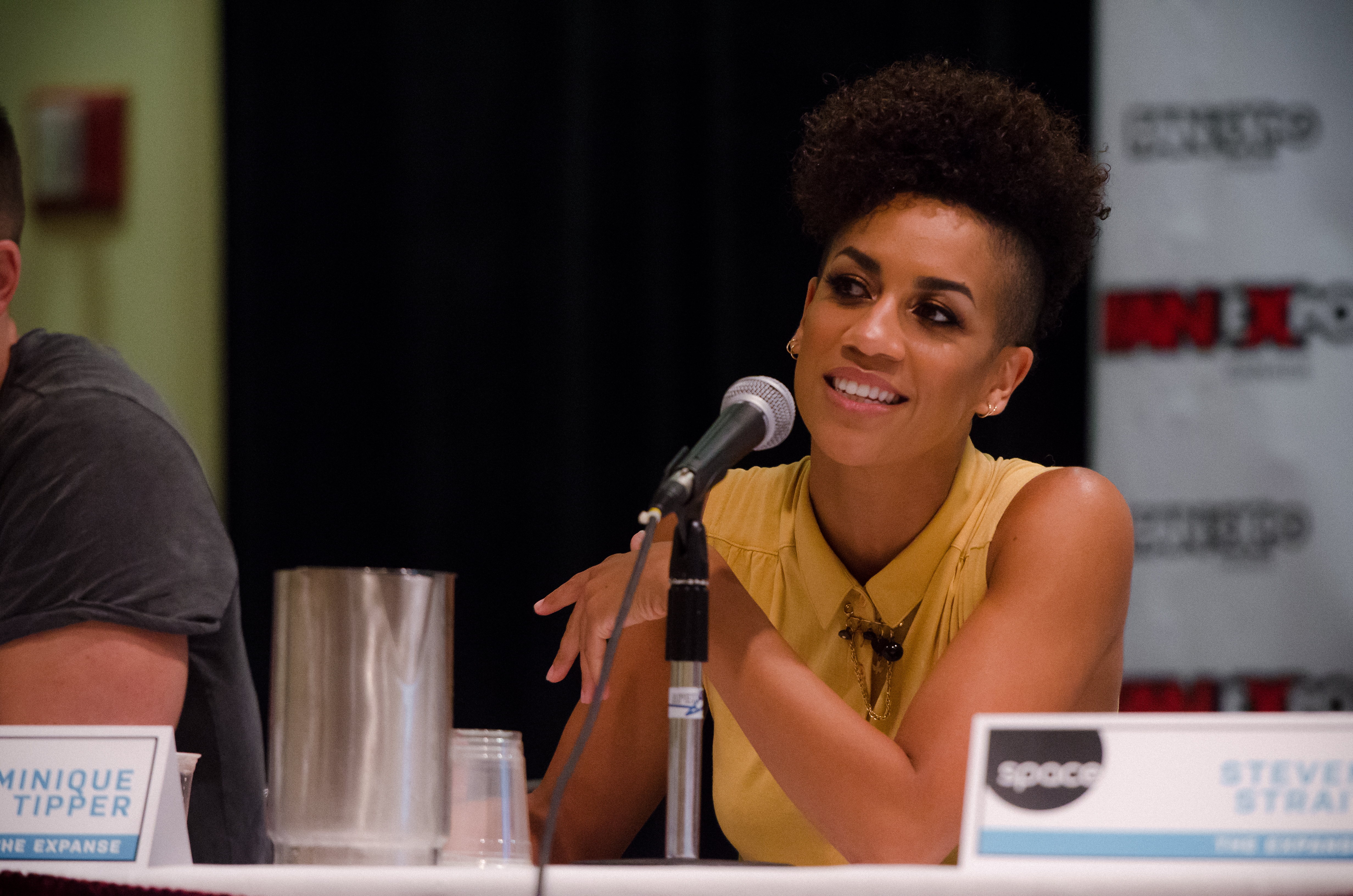
На Fan Expo 2016, Торонто, Канада

Домінік Тіппер (англ. Dominique Tipper, нар. 24 червня 1988, Лондон, Велика Британія) — британська акторка, співачка і танцюристка, також відома під ім'ям «Міс Тіппер». Найбільшу популярність здобула роллю інженерки «Наомі Наґати» в науково-фантастичному телесеріалі «Простір».

## Життєпис
Тіппер має британське та домініканське походження. У дитинстві навчалася у школах «O'Farrell Stage і Theatre School», брала участь у виставах «Hackney Empire».

### Музична кар'єра
До 2012 року Тіппер виступала як комерційна танцюристка з багатьма музичними колективами та артистами. Пізніше вже як співачка опублікувала свої перші сольні промо-сингли, серед них і «Superstar».

### Акторська кар'єра
У 2012 році отримала роль Сари у фільмі «Fast Girls», а вже у 2014 зіграла Ґабріелу у фільмі «Академія вампірів» та Мадді у науково-фантастичному трилері «Гравці з розумом». В 2015 отримала свою найвідомішу акторську роль Наомі Наґати у науково-фантастичному телесеріалі «Простір».

## Фільмографія
| Рік  | Назва фільму                     | Оригінальна назва                       | Роль         |
| ---- | -------------------------------- | --------------------------------------- | ------------ |
| 2008 | Дорослість                       | Adulthood                               | Студентка    |
| 2012 | Швидкі дівчата                   | Fast Girls                              | Сара         |
| 2014 | Академія вампірів                | Vampire Academy                         | Ґабріела     |
| 2014 | Монтана                          | Montana                                 | Ірокез       |
| 2015 | Смерть у раю                     | Death in Paradise                       | Маз Шиплі    |
| 2015 | Гравці з розумом                 | MindGamers / DxM                        | Мадді        |
| 2015 | Простір                          | The Expanse                             | Наомі Наґата |
| 2016 | Нова ера Z                       | The Girl with All the Gifts             | Девані       |
| 2016 | Фантастичні звірі і де їх шукати | Fantastic Beasts and Where to Find Them | Аврорка 1    |
| 2020 | Маєток                           | Estate                                  | Даяна        |

## Відеоігри
| Рік  | Назва гри              | Роль         | Примітки        |
| ---- | ---------------------- | ------------ | --------------- |
| 2017 | Need for Speed Payback | Ліна Наварро | Образ і озвучка |